# Carnival of Light
„Carnival of Light” neobjavljena je avangardna skladba britanskog rock-sastava The Beatles. Snimljena je za Million Volt Light and Sound Rave, događaj koji se održao 28. siječnja i 4. veljače 1967. u londonskoj koncertnoj dvorani Roundhouse. Snimljena tijekom rada na pjesmi „Penny Lane”, skladba traje gotovo 14 minuta i sadrži izobličene zvukove udaraljki, klavijatura, gitara i vokala s mnogo jeke. Rad na kompoziciji potaknuo je Paul McCartney, tada nadahnut londonskom scenom avangardne glazbe i povezan s dizajnerskom tvrtkom Binder, Edwards & Vaughan (poznatom kao BEV; pokrenuli su je Doug Binder, Dudley Edwards i David Vaughan).
Poslije događaja skladba se rijetko mogla čuti i ne pojavljuje se na neslužbenim snimkama. McCartneyju je skladba postala važna u dokazivanju da je on prvi član Beatlesa koji se posvetio avangardnoj glazbi, godinu dana prije nego što je John Lennon snimio „Revolution 9”. Godine 1996. McCartney je pokušao uvrstiti skladbu na kompilaciju Anthology 2, no preostali članovi Beatlesa suprotstavili su se njegovoj odluci. Godine 2008. izjavio je da još ima snimku te skladbe, a nekoliko godina poslije komentirao je kako i dalje razmišlja o tome da je jednog dana objavi.

## Kontekst
Albumom Revolver, objavljenim u kolovozu 1966., skupina je postavila nove temelje pop-glazbi odvojivši se od kompozicijskih, instrumentacijskih i produkcijskih konvencija žanra. Prema riječima muzikologa Waltera Everetta taj je uradak „inovativan primjer elektroničke glazbe”. U prosincu te godine Vaughan je oslikao McCartneyjev glasovir psihodeličnim ilustracijama. Kad mu je dostavio taj glasovir na kućnu adresu u četvrti St John's Wood, Vaughan ga je zatražio da sklada djelo za The Million Volt Light and Sound Rave. Vaughana je iznenadilo to što je McCartney pristao na to. Takav slijed događaja iznosi se u biografiji Paul McCartney: Many Years from Now, koju je Barry Miles objavio 1997. Drukčiju je priču iznio sam McCartney, koji je glazbenom novinaru Marku Ellenu rekao da ga je zapravo Miles zatražio da osmisli skladbu za događaj, a autor Howard Sounes komentirao je kako je Edwards iz tvrtke BEV zamolio McCartneyja da s ostatkom Beatlesa snimi pjesmu za događaj i da je ubrzo nakon toga dobio vrpcu s pjesmom „Carnival of Light”.
Million Volt Light and Sound Rave (koji se katkad naziva „Carnival of Light Rave”) bio je umjetnički festival koji je organizirao BEV, a obuhvaćao je elektroničku glazbu i svjetlosne predstave. Odvio se u koncertnoj dvorani Roundhouse Theatre u Chalk Farmu u sjevernom Londonu. Na plakatima koji su najavljivali događaj obećavala se „glazba koju su skladali Paul McCartney i Unit Delta Plus”. Unit Delta Plus bila je glazbena skupina koja je snimala elektroničku glazbu, a činili su je Delia Derbyshire i Brian Hodgson iz BBC Radiophonic Workshopa te izumitelj Peter Zinovieff. Tijekom priprema za taj događaj Edwards je odveo McCartneyja k Zinovieffu, koji je živio u Putneyju u jugozapadnom Londonu. Zinovieff im je predstavio eksperimentalnu skladbu koja je, prema Edwardsu, bila „tako decibelski intenzivna” da su mu „brojni dijelovi tijela (uključujući i organe) počeli plesati sami od sebe”. Edwards je taj doživljaj opisao riječima „ekstatično trzanje”.

## Snimanje
Dana 5. siječnja 1967., na početku snimanja albuma Sgt. Pepper's Lonely Hearts Club Band, članovi Beatlesa snimili su novu skladbu za BEV. Počeli su raditi na skladbi nakon što su završili s nasnimavanjem dijelova pjesme „Penny Lane”. U radu su sudjelovala sva četiri člana skupine i George Martin, njihov producent. Odnoseći se na to što su na plakatu za događaj McCartneyju pripisane zasluge za skladanje djela, autor Steve Turner izjavio je da je riječ o „glazbenom ludilu” sve četvorice članova sastava i da to glazbeno djelo „Paul nije toliko 'skladao' koliko je potaknuo njegovo stvaranje”.
McCartney se prisjetio da je potaknuo snimanje skladbe tako što je svojim kolegama iz sastava rekao: „Malo si ugađam, ali možete li mi posvetiti deset minuta? Zatražili su me da odradim nešto. Želim samo da se šetate uokolo, lupate po [instrumentima i predmetima], vičete, svirate.” Rekao je da se djelo ne može uvrstiti u glazbenu kategoriju, ali je rekao da je riječ o avangardnom djelu i da je blisko glazbi Stockhausena i Johna Cagea. Biograf Beatlesa Ian MacDonald komentirao je da je McCartney također namjeravao zvučati poput ANM-a, londonskog sastava koji je svirao eksperimentalni jazz i s čijim ga je opusom upoznao Miles. Estetika te skupine slično je nadahnula snimanje pjesme „A Day in the Life”, koje se također odvijalo u siječnju te godine.
„Carnival of Light” ne sadrži stihove premda se u pjesmi mogu razaznati McCartneyjev i Lennonov glas. Grupa je prvo snimila bubnjeve i orgulje dok se vrpca brzo okretala, zbog čega je zvuk postao dublji i sporiji. Glazbala i vokali Lennona i McCartneyja jako odzvanjaju. Njih su dvojica također snimila i indijanske bojne pokliče, zvižduke, uzdisanja, kašljanja i dijelove razgovora u studiju. Na pjesmu su još nasnimljeni i mikrofonija koju stvaraju gitare, orgulje, glasovir i elektronička oprema, a Lennon pritom viče „Electricity!”. McCartney u jednom trenutku svira inačicu pjesme „Fixing a Hole” na glasoviru.
Miles je izjavio da djelo „najviše podsjeća na 'The Return of the Son of Monster Magnet'”, skladbu koju je osmislio Frank Zappa i koja se nalazi na albumu Freak Out! skupine the Mothers of Invention. Miles je 1966. dao taj album McCartneyju i svidio mu se jer je bio u skladu s njegovim prvotnim planovima za pjesme na Sgt. Pepperu. Miles je dodao: „[R]azlikuju se samo po tome što nema ritma i glazba je više fragmentirana, apstraktnija je i ozbiljnija ... Udaraljke ili ritmično lupanje po klaviru katkad uspostavljaju ritam na nekoliko taktova. Nema melodije iako melodični djelići katkad prijete da će se probiti.” Mark Lewisohn, biograf Beatlesa, dobio je pristup snimci skladbe dok je pisao knjigu The Complete Beatles Recording Sessions (iz 1988.). Ovako je opisao sadržaj na vrpci:
- Prvi dio: „iskrivljeni hipnotični zvukovi bubnjeva i orgulja”
- Drugi dio: „iskrivljen zvuk glavne gitare”
- Treći dio: „zvukovi crkvenih orgulja, različitih efekata (npr. grgljanje vode) i glasovi ... vjerojatno su najstrašniji bili luđački vriskovi Johna i Paula i zajedničko urlanje nasumičnih izraza poput 'Are you alright?' i 'Barcelona!'”
- Četvrti dio: „različiti neopisivi zvučni efekti s mnogo jeke i pomahnitalim tamburinom”[21]

Djelo završava tako što McCartney, kojemu je glas natopljen jekom, pita inženjera u studiju: „Can we hear it back now?” („Možemo li sad čuti kako zvuči?”). Lewisohn je napisao da je Vaughan dobio monofonski miks, a Miles je izjavio da su dionice u miksu bile „stereofonski odvojene”. Inženjer Geoff Emerick izjavio je da je na kraju snimanja Martin komentirao: „Ovo je blesavo. Moramo se posvetiti nečemu konstruktivnijem.” Emerick je napisao da su Lennonov spomen Barcelone te ostali „djelići” snimljeni za „Carnival of Light” naknadno uvršteni u „Revolution 9”, zvučni kolaž koji je Lennon snimio s Yoko Ono u lipnju 1968.

## Praizvedba
„Carnival of Light” jedini je put reproduciran u javnosti na Million Volt Light and Sound Raveu. Nijedan član Beatlesa nije prisustvovao događaju. Na dan praizvedbe McCartney i George Harrison odlučili su otići na koncert sastava Four Tops u Royal Albert Hallu. McCartneyja je naljutilo to što su organizatori događaja reproducirali snimku dulje nego što je bilo dogovoreno, zbog čega su posjetitelji mogli čuti odlomak pjesme „Fixing a Hole”. Edwards je izjavio da nisu namjeravali prekršiti dogovor te da su se on i Doug Binder potpuno bili posvetili svjetlosnim predstavama. Djelo je u dvije večeri događaja reproducirano nekoliko puta.
Hodgson je komentirao da je „Carnival of Light” „bio stvarno kaotičan ... Na toj vrpci kao da nije postojao nikakav sklad”. Ian Peel, McCartneyjev biograf, izjavio je da su oni koji su čuli snimku bili „potpuno razočarani”. Vaughan je izjavio: „Sva se glazba izvodila uživo, jedina su iznimka bile jebene vrpce koje je snimio Paul McCartney. Htio je napraviti nešto bez riječi, nešto jako tajanstveno ... Mislim da nisu bile nešto posebno.” Daevid Allen iz Soft Machinea Peelu je rekao: „Mutno se sjećam zvučnog kolaža jer nije baš bio pamtljiv. Očito se malo poboljšao kad su napravili Sgt. Pepper.”

## Poslije događaja
| „Počela me zanimati avangarda ... Nikad nisam postao poznat po takvim stvarima jer me poslije u tome zamijenio John. 'Aha, mora da je John bio lud za Stockhausenom.' Zapravo nije, bili smo to ja i moja ekipa iz Londona – Robert Fraser, Miles iz časopisa IT ... John Dunbar, Peter Asher, ekipa za maricu.”— McCartney u razgovoru s Markom Lewisohnom |

Autor Mark Brend izjavio je da su od 1967. skladbu čuli samo „insajderi u Abbey Roadu” i da se nije pojavljivala na neslužbenim snimkama. Premda je tijekom rada na Sgt. Pepperu glazbene eksperimente poticao McCartney, Lennon je naposljetku postao poznat kao revolucionarni avangardist u sastavu zahvaljujući pjesmi „Revolution 9” i suradnjama s Ono, među kojima je i njihov album Two Virgins iz 1968. Harrison se u javnosti također povezivao s avangardnim glazbenim eksperimentima zbog samostalnih albuma Wonderwall Music i Electronic Sound, koje je objavio krajem šezdesetih godina 20. stoljeća. Sličnu je reputaciju stekao i Ringo Starr zbog podrške Appleovu glazbeniku Johnu Taveneru; s druge strane, prema riječima glazbenog kritičara Richieja Unterbergera McCartney je u očima javnosti ostao „najkonvencionalniji” član Beatlesa. Upitan o „Carnival of Light” u razgovoru s Lewisohnom za njegovu knjigu iz 1988., McCartney je usporedio skladbu s Harrisonovim pjesmama nadahnutim indijskom glazbom koje je snimio kao član Beatlesa i izjavio je da se nedavno opet počeo zanimati za takvu eksperimentalnu glazbu.
Godine 1996. McCartney je namjeravao uvrstiti „Carnival of Light” na Anthology 2, kompilaciju pjesama Beatlesa, no tu su odluku poništili Harrison, Starr i Ono (kao Lennonova udovica) smatrajući da skupina nikad nije namjeravala objaviti tu skladbu pod svojim imenom. McCartney je naknadno izjavio: „Ljudima se nije svidjela ta ideja, bilo im je to smeće.” Komentirao je da se Harrisonu nije sviđala avangarda („George je govorio 'avant-garde a clue'”).{{refn|group=nb|U bilješkama priloženim uz reizdanje albuma Electronic Sound Harrison je nehajno napisao: „Mogao bi se zvati avangardom. No prikladniji bi opis (kako bi rekao moj stari prijatelj [[Alvin Lee|Alvin [Lee]]]) bio 'Avant-garde a clue'!”}} George Martin procjenjivao je sve snimke Beatlesa i pomagao odrediti koje snimke zaslužuju biti uvrštene na kompilacije u serijalu Anthology te je također zaključio da „Carnival of Light” ne vrijedi objaviti. McCartney je želio uvrstiti pjesmu na kompilaciju jer je želio postati poznat kao prvi član skupine koji je prigrlio avangardnu glazbu, gotovo osamnaest mjeseci prije nego što je Lennon – koji je u početku ismijavao avangardu govoreći da ta riječ u prijevodu s francuskog znači sranje – snimio „Revolution 9”.
Lewisohn je pomagao članovima sastava tijekom rada na projektu Anthology. Zalagao se za to da se skladba uvrsti na Anthology 2, međutim: „Svakako nije prodrla do Georgea, a nisam posve siguran ni je li prodrla do Ringa ili Yoko. Bilo je to nešto što je moglo prikazati samo Paula u dobrom svjetlu i ne znam je li to nešto što su svi htjeli.” Barry Miles, jedan od rijetkih ljudi koji je također čuo skladbu, izjavio je da je djelo „stvarno užasno”. Komentirao je: „Ne vrijedi ga izdavati. Sve je to samo gomila jeke ... Bilo je to isto ono što su svi radili kod kuće.” Prema mišljenju Iana MacDonalda, za razliku od osjetljivosti koja je prožimala ANM-ov opus, „[članovi] Beatlesa samo su se iživljavali u isto vrijeme, nehajno su nasnimavali i oslanjali su se na efekte vrpce i jeke kako bi stvorili nešto što je prikladno 'radikalno'”.

## Razmatranja o objavi
Godine 2001. u razgovoru s Ellenom, objavljenu u travnju te godine na stranicama Rocking Vicara, McCartney je izjavio da radi na kolažu fotografija u filmskom obliku i da je nalik na Grateful Dead – A Photo Film (1995.), drugi film koji je snimio. Rekao je da namjerava iskoristiti „Carnival of Light” kao glazbu za taj film. Međutim, nikad nije dovršio projekt i stoga nijedan dio skladbe nije stigao u javnost. U intervjuu iz 2004. McCartney je rekao da još ima glavne snimke i dodao je: „[D]ošao je trenutak za [tu skladbu]. Sviđa mi se jer su na njoj Beatlesi oslobođeni i zanemaruju konvencije.” Za objavu skladbe treba mu pristanak Starra, Ono i Harrisonove udovice Olivije.
Glazbeni novinar Michael Gallucci prozvao je djelo „svetim gralom izgubljenih snimaka Beatlesa”. Ian Peel posvetio je cijelo poglavlje skladbi u knjizi The Unknown Paul McCartney: McCartney and the Avant-Garde iz 2002. U razgovoru s Peelom David Vaughan govorio je o tome koliko je ta avangardna skladba važna McCartneyju: „[N]aravno, bit je u tome što je snimio [takvo nešto] prije Johna [Lennona]. Njih su dvojica stvarno bila naporna ... Zapravo su svi bili. Uvijek su pokušavali zasjeniti jedni druge. Mislim, koga boli kurac tko je bio prvi u vezi s tim.”
Godine 2016. McCartney je izjavio da razmišlja o objavi prethodno neobjavljenih snimki Beatlesa, među kojima je i „Carnival of Light”. Usprkos očekivanjima nekih obožavatelja ta se skladba nije pojavila kao dodatna pjesma ni na jednoj inačici Sgt. Pepper's Lonely Hearts Club Banda izdanoj iduće godine za 50. godišnjicu objave tog albuma. Giles Martin sudjelovao je u izradi stereofonskih mikseva za tu inačicu albuma i izjavio je da su razmišljali o uvrštavanju skladbe na album, ali da „nije bila dio Peppera ... Nešto je sasvim drukčije”. Dodao je: „'Carnival of Light' zapravo nikad nije trebala završiti na ploči. Obožavatelji jednostavno vole razgovarati o tome ... Snimka je nastala samo za Roundhouse.” Martin je bez obzira na to izjavio kako se nada da će s tom snimkom učiniti „nešto zanimljivo” u budućnosti. Nakon dugo očekivane objave pjesme „Now and Then” 2023. brojni su obožavatelji sastava počeli priželjkivati i posebnu objavu „Carnival of Light”.

## Zasluge
Prema podacima koje je iznio Kenneth Womack:
- John Lennon, Paul McCartney, George Harrison, Ringo Starr – vokali, zvučni efekti s magnetofona, glasovir, orgulje, gitara, tamburin

## Vanjske poveznice
- Arhivirana inačica izvorne stranice od 19. travnja 2019. (Wayback Machine) Unit Delta Plus
- "Carnival of Light" The history of the Beatles' most mysterious unreleased track. Abbeyrd.best.vwh.net. Inačica izvorne stranice arhivirana 26. rujna 2011. Pristupljeno 20. kolovoza 2011.